# يوفال تال
يوفال تال (بالعبرية: יובל טל‏) مؤسس شركة بايونير من مواليد 1965 في فلسطين المحتلة، وهو إسرائيلي. وقد درس في جامعة تل أبيب

## السيرة الذاتية
بدأ تال حياته المهنية في Radware بورصة نازداك
وفي وقت لاحق، شغل منصب المدير العام ل  R-U-Sure Ltd سنة 1999.

### النشأة
ولد تال سنة 1965 في إسرائيل، أكمل دراسته المتوسطة في رامات هاشارون بإسرائيل، ثم التحق بجيش الدفاع الإسرائيلي في مهمة خاصة. وبينما كان يتابع عمله، اجتاز وحصل على بكلوريوس علوم في الهندسة الميكانيكية، كما حصل على ماستر في العلوم في شعبة الهندسة الطبية من جامعة تل أبيب.